# Symplektická grupa
Symplektická grupa je pojem z matematiky, přesněji z lineární algebry, Lieových grup a matematické teorie mechaniky.

## Definice
Symplektická grupa je množina všech invertibilních lineárních zobrazení prostoru V do sebe, které zachovávají nějakou nedegenerovanou antisymetrickou bilineární formu {\displaystyle \omega }. Tedy
{\displaystyle Sp(V,\omega )=\{A\in End(V),\forall \mathbf {v} ,\mathbf {w} \quad \omega (\mathbf {v} ,\mathbf {w} )=\omega (A\mathbf {v} ,A\mathbf {w} )\}.}
Pro různá {\displaystyle \omega } jsou grupy {\displaystyle Sp(V,\omega )} izomorfní, značí se tedy častěji jako {\displaystyle Sp(V)}. Pokud je V reálný dimenze {\displaystyle 2n}, značíme příslušnou grupu {\displaystyle Sp(2n,\mathbb {R} )}, pro komplexní V značíme {\displaystyle Sp(2n,\mathbb {C} )}.
Kromě toho se obvykle definuje tzv. kvaternionická symplektická grupa {\displaystyle Sp(n)}, která je definována jako množina všech invertibilních lineárních zobrazení prostoru {\displaystyle \mathbb {H} ^{n}} nad tělesem kvaternionů. Tato grupa je kompaktní a dá se reprezentovat pomocí komplexních matic dimenze 2n jako
{\displaystyle Sp(n)=Sp(2n,\mathbb {C} )\cap U(2n)}
kde U(2n) je unitární grupa. Kvaternionická symplektická grupa se někdy značí také USp(n).

## Příklad
Pokud V je reálný vektorový prostor dimenze 2, je Sp(V) izomorfní SL(2,R), tzv. reálné unimodulární grupě. Odtud snadno plyne, že elementy Sp(V) v tomto případě jsou složení
rotací, spc. zkosení a spc. dilatací, generující všechna lineární izovolumina.
Pro kvaternionickou symplektickou grupu dimenze 1 platí
{\displaystyle Sp(1)\simeq SU(2)\simeq S^{3}}
kde SU(2) je speciální unitární grupa a {\displaystyle S^{3}} grupa jednotkových kvaternionů.

## Tvrzení
Pokud V je komplexní nebo reálný vektorový dimenze 2n, je symplektická grupa Sp(V)
nekompaktní souvislou Lieovou grupou komplexní nebo reálné dimenze n(2n+1) .
Pokud V je reálný, je první homotopická grupa Sp(V) izomorfní Z, tj. homotopického typu kružnice.
Pokud V je komplexní, je Sp(V) jednoduše souvislá.
Pokud A in Sp(V), pak det(A) = 1.
Pro V komplexní nebo reálný, je Sp(V) tzv. jednoduchá Lieova grupa.

## Aplikace
Symplektická grupa Sp(V) je grupou všech lineárních kanonických transformací lib. Hamiltonova systému na V.
Symplektická grupa je užívána v teorii Eisensteinových řad.